# Tiny Encryption Algorithm
Meilleure cryptanalyse
Tiny Encryption Algorithm (ou TEA) est un algorithme de chiffrement par bloc connu pour la simplicité de sa description et de son implémentation (généralement quelques lignes de codes). Il s’agit d’un réseau de Feistel comprenant un nombre important de tours : 32. Il fut conçu par David Wheeler et Roger Needham, du laboratoire informatique de Cambridge, et présenté au salon Fast Software Encryption en 1994. Il n'est l'objet d'aucun brevet.
Vikram Reddy Andem, présenta une cryptanalyse du chiffrement pour son mémoire de master.

## Code source
Le code qui suit est une adaptation du code source en C paru dans l’article original de Wheeler et Needham.
```
#include
 
<stdint.h>

void
 
chiffrer
 
(
uint32_t
*
 
v
,
 
uint32_t
*
 
k
)
 
{

    
uint32_t
 
v0
=
v
[
0
],
 
v1
=
v
[
1
],
 
sum
=
0
,
 
i
;
           
/* initialisation */

    
uint32_t
 
delta
=
0x9e3779b9
;
                     
/* constantes de clef */

    
uint32_t
 
k0
=
k
[
0
],
 
k1
=
k
[
1
],
 
k2
=
k
[
2
],
 
k3
=
k
[
3
];
   
/* mise en cache de la clef */

    
for
 
(
i
=
0
;
 
i
 
<
 
32
;
 
i
++
)
 
{
                       
/* boucle principale */

        
sum
 
+=
 
delta
;

        
v0
 
+=
 
((
v1
<<
4
)
 
+
 
k0
)
 
^
 
(
v1
 
+
 
sum
)
 
^
 
((
v1
>>
5
)
 
+
 
k1
);

        
v1
 
+=
 
((
v0
<<
4
)
 
+
 
k2
)
 
^
 
(
v0
 
+
 
sum
)
 
^
 
((
v0
>>
5
)
 
+
 
k3
);

    
}

    
v
[
0
]
=
v0
;
 
v
[
1
]
=
v1
;

}

void
 
dechiffrer
 
(
uint32_t
*
 
v
,
 
uint32_t
*
 
k
)
 
{

    
uint32_t
 
v0
=
v
[
0
],
 
v1
=
v
[
1
],
 
sum
=
0xC6EF3720
,
 
i
;
  
/* initialisation */

    
uint32_t
 
delta
=
0x9e3779b9
;
                     
/* constantes de clefs */

    
uint32_t
 
k0
=
k
[
0
],
 
k1
=
k
[
1
],
 
k2
=
k
[
2
],
 
k3
=
k
[
3
];
   
/* mise en cache de la clef */

    
for
 
(
i
=
0
;
 
i
<
32
;
 
i
++
)
 
{
                         
/* boucle principale */

        
v1
 
-=
 
((
v0
<<
4
)
 
+
 
k2
)
 
^
 
(
v0
 
+
 
sum
)
 
^
 
((
v0
>>
5
)
 
+
 
k3
);

        
v0
 
-=
 
((
v1
<<
4
)
 
+
 
k0
)
 
^
 
(
v1
 
+
 
sum
)
 
^
 
((
v1
>>
5
)
 
+
 
k1
);

        
sum
 
-=
 
delta
;

    
}

    
v
[
0
]
=
v0
;
 
v
[
1
]
=
v1
;

}

```